# Aquartelamento
Aquartelar em náutica é marear uma vela para barlavento para obrigar o veleiro a parar ou recuar .
Uma regra náutica relativa ao aquartelamento diz que um barco descaindo para a ré por aquartelamento da vela desvia-se daquele que não o está a fazer .
Há duas maneiras de parar um veleiro mas ambas deixam as velas a grivar:
- apruar o barco  até a vela panejar (grivar) no centro do veleiro. Ele parará e ficará à deriva.
- com vento lateral, folgar as escotas, até as velas panejarem, e com isto anular a geração de tração que mantinha o barco em movimento a frente. Uma variante é o que se chama de pôr à capa

Está segunda posição é também conhecida como a posição mais segura e a mais recomendada, porque:
1. pode-se trabalhar sem se preocupar com a retranca pois quando  o barco está parado contra-vento ela está constantemente a passar de um bordo ao outro, com os riscos que isso representa,
2. ele estará pronto para correr, dependendo somente de se caçar as escotas da vela grande e de estai para colocar o veleiro em movimento.